# Jan Remmers
Johannes Antonius Josephus (Jan) Remmers ('s-Hertogenbosch, 30 september 1922 – aldaar, 3 april 2013) was een Nederlands voetballer en voetbaltrainer.
Remmers kwam als voetballer uit voor BVV, waarmee de verdediger in het seizoen 1947/48 landskampioen van Nederland werd. Hij kwam tot 1958, onderbroken door een eenjarig uitstapje naar Schijndel, uit voor deze club. In 1960 begon Remmers met het trainen van Baronie.
Van 1961 tot 1970 was Remmers trainer van N.E.C. Tot oktober 1961 als duo-baan met Baronie dat hem niet wilde laten gaan. In 1964 behaalde deze club het kampioenschap in de Tweede Divisie B. Drie jaar later, in het seizoen 1966/67, promoveerde N.E.C. naar de Eredivisie, nadat ze als tweede waren geëindigd in de Eerste divisie na FC Volendam. In 1969 namen ze deel aan de Intertoto Cup.
Onder Remmers behaalde N.E.C. het clubrecord van zeven opeenvolgende gewonnen wedstrijden in het seizoen 1966/67, van 27 augustus tot 2 oktober 1966. Op 4 januari 1967 versloeg de club RBC Roosendaal met 3–7; dit is tot op heden de wedstrijd met de meeste goals in de profgeschiedenis van de Nijmegenaren.
Van 1970 tot in januari 1974 was Remmers de trainer van FC Den Bosch '67. Hij was daarnaast procuratiehouder bij de AMRO Bank. Met deze club won hij de Eerste divisie in het seizoen 1970/71 en promoveerde daardoor naar de Eredivisie.
Van 1974 tot 1980 was Remmers trainer van RKC dat in de Hoofdklasse speelde. In het seizoen 1980/81 trainde hij VV Geldrop.
Remmers overleed in 2013 op 90-jarige leeftijd in het Jeroen Bosch Ziekenhuis in 's-Hertogenbosch.

## Erelijst

### Als speler
BVV
| Nationaal     |    |         |
| Landskampioen | 1x | 1947/48 |

### Als trainer
N.E.C.
| Nationaal      |    |         |
| Tweede divisie | 1x | 1963/64 |

 FC Den Bosch '67
| Nationaal      |    |         |
| Eerste divisie | 1x | 1970/71 |